# Locomotora 1-1-1
La Locomotora de vapor 1-1-1 "Mataró" és una locomotora fabricada per l'empresa La Maquinista Terrestre y Marítima i que es troba conservada actualment al Museu del Ferrocarril de Catalunya, amb el número de registre 00002 d'ençà que va ingressar el 1981.

## Història
Rèplica de la locomotora original que va fer el primer recorregut a va ser la primera locomotora de la península (la primera línia ferrea d'Espanya va ser a Cuba el 1837, connectant la vall de Güines amb el port de l'Havana llavors parteix d'Espanya) entre les estacions de Barcelona i Mataró, el 1848. De tipus Crewe, va ser construïda a Anglaterra per la companyia Jones & Pot de Warrington. Aquesta es va construir el 1948 per a commemoració del centenari de la inauguració de la línia. L'original va ser desbatallada el 1873 en caure del pedestal on es va exposar a la fira de mostres de Barcelona. És la locomotora habitual que es fa servir als viatges commemoratius.

## Conservació
El seu estat de conservació és bo. Entre el gener i febrer de 1988 va ser restaurada. També el 1998. La darrera restauració es va fer l'any 2006. Comparteix expedient (nº 37) amb el Tren del Centenari. En aquest expedient hi ha un buidatge de documentació referent a la locomotora de l'Arxiu Nacional de Catalunya. L'agost de 2012 es va traslladar al taller de reparacions de Lleida per una fuita d'aigua a l'autoclau. Quan es va fer una revisió més a fons es van diagnosticar pèrdues significatives d'espessor a les parets de la caldera, fent totalment impossible la seva utilització amb unes mínimes condicions de seguretat. 	

## Exposicions
- MOROP, Vilanova i la Geltrú